# Major Indoor Soccer League
Die Major Indoor Soccer League (MISL), bis 2009 National Indoor Soccer League, war eine professionelle US-amerikanische Hallenfußballliga, die von 2008 bis 2014 existierte. Sie war die inoffizielle Nachfolgerin der 2008 geschlossenen Major Indoor Soccer League. Vier Mannschaften spielten bis 2008 in der MISL, eine kam über die ebenfalls 2008 geschlossene American Indoor Soccer League hinzu. In der letzten Saison 2014 nahmen sechs Mannschaften teil. Diese wechselten in die Major Arena Soccer League.
Der Name der Liga und alle sonstigen Rechte sind Eigentum der United Soccer Leagues.

## Geschichte
Die National Indoor Soccer League war einer von drei Hallenfußballligen, die 2008 nach der Auflösung der zweiten Major Indoor Soccer League entstanden sind. Die anderen waren die Professional Arena Soccer League und die Xtreme Soccer League. Die NISL und XSL wiesen ähnliche Strukturen auf, da dort viele der ehemaligen MISL Mannschaften übergingen. Es wurden auch die gleichen Regeln wie bei der Major Indoor Soccer League angewandt.
Im Juli 2009 stellte die XSL ihren Spielbetrieb für ein Jahr ein. Dadurch wurde National Indoor Soccer League zur höchsten und profitabelsten Hallenliga in den USA. Die XSL kehrte nicht wieder zurück und die NISL übernahm Milwaukee Wave.
Zur Saison 2009/2010 wurde der Name in Major Indoor Soccer League geändert.

## Mannschaften (2008–2014)
| Mannschaft              | Stadt/Region                         | Arena/Halle                | Gegründet | Beitritt | Austritt                   |
| ----------------------- | ------------------------------------ | -------------------------- | --------- | -------- | -------------------------- |
| Baltimore Blast         | Baltimore, Maryland                  | Baltimore Arena            | 1992      | 2008     | Wechselte 2014 in die MASL |
| Chicago Riot            | Chicago, Illinois                    | Odeum Expo Center          | 2010      | 2010     | Aufgelöst 2011             |
| Chicago Soul            | Hoffman Estates, Illinois (Chicago)  | Sears Centre               | 2012      | 2012     | Aufgelöst 2013             |
| Massachusetts Twisters  | West Springfield, Massachusetts      | The Big E Coliseum         | 2003      | 2008     | Aufgelöst 2009             |
| Milwaukee Wave          | Milwaukee, Wisconsin                 | U.S. Cellular Arena        | 1984      | 2009     | Wechselte 2014 in die MASL |
| Missouri Comets         | Independence, Missouri (Kansas City) | Independence Events Center | 2010      | 2010     | Wechselte 2014 in die MASL |
| Monterrey La Raza       | Monterrey, Nuevo León                | Monterrey Arena            | 2007      | 2008     | Aufgelöst 2010             |
| Norfolk SharX           | Norfolk, Virginia                    | Norfolk Scope              | 2010      | 2011     | Aufgelöst 2012             |
| Omaha Vipers            | Omaha, Nebraska                      | Omaha Civic Auditorium     | 2010      | 2010     | Wechselte 2011 in die PASL |
| Orlando Sharks          | Orlando, Florida                     | Amway Arena                | 2007      | 2008     | Aufgelöst 2008             |
| Pennsylvania Roar       | Reading, Pennsylvania                | Santander Arena            | 2013      | 2013     | Aufgelöst 2014             |
| Philadelphia KiXX       | Philadelphia, Pennsylvania           | Liacouras Center           | 1995      | 2008     | Aufgelöst 2010             |
| Rochester Lancers       | Rochester, New York                  | Blue Cross Arena           | 2010      | 2010     | Wechselte 2014 in die MASL |
| Rockford Rampage        | Rockford, Illinois                   | Rockford MetroCentre       | 2005      | 2008     | Aufgelöst 2008.            |
| St. Louis Ambush        | St. Charles, Missouri (St. Louis)    | Family Arena               | 2013      | 2013     | Wechselte 2014 in die MASL |
| Syracuse Silver Knights | Syracuse, New York                   | War Memorial at Oncenter   | 2010      | 2010     | Wechselte 2014 in die MASL |
| Wichita Wings           | Park City, Kansas (Wichita)          | Hartman Arena              | 2011      | 2011     | Aufgelöst 2013             |

## MISL-Finalspiele
| Saison  | Sieger    |      | Finalist  | Austragungsort |
| ------- | --------- | ---- | --------- | -------------- |
| 2008/09 | Baltimore | 13–0 | Rockford  | Baltimore      |
| 2009/10 | Monterrey | 12–6 | Milwaukee | Milwaukee      |
| 2010/11 | Milwaukee | 3–0  | Baltimore | Baltimore      |

### Meisterschaften nach Teams
| Team              | Titel | Jahr |
| ----------------- | ----- | ---- |
| Baltimore Blast   | 1     | 2009 |
| Monterrey La Raza | 1     | 2010 |
| Milwaukee Wave    | 1     | 2011 |

## Zuschauerschnitt
| Jahr    | Schnitt |
| ------- | ------- |
| 2008/09 | 4.163   |
| 2009/10 | 3.760   |
| 2010/11 | 3.982   |